# Галямин, Владимир Павлович
Владимир Павлович Галямин (1938—2010) — советский рабочий-металлург. Герой Социалистического Труда (1981). Почётный металлург. В 1982—1987 годах член Президиума Центрального Комитета профсоюза трудящихся металлургической промышленности СССР.

## Биография
Родился 7 июля 1938 года в городе Надеждинске, административном центре Надеждинского района Свердловской области (ныне город Серов) в семье рабочих Павла Ивановича и Тамары Сергеевны Галяминых. Русский. Окончил семь классов школы № 18 в 1953 году. Один год учился в Ирбитском сельскохозяйственном техникуме.
Однако сельскохозяйственная стезя пришлась не по вкусу выходцу из рабочей семьи и он вскоре вернулся в Серов и в 1955 году поступил на работу учеником слесаря в цех контрольно-измерительных приборов и автоматики Металлургического завода имени А. К. Серова. Через несколько месяцев ему был присвоен 6-й разряд слесаря КИПа. На заводе Владимир Павлович также освоил специальность крановщика металлургического производства, окончив соответствующие курсы. Работу он совмещал с учёбой в школе рабочей молодёжи, до призыва на военную службу завершив обучение по программе девятого класса средней школы.
В ряды Советской Армии В. П. Галямин был призван Серовским городским военкоматом в 1957 году. Срочную службу проходил на Тихоокеанском флоте. Служил в Советской Гавани машинистом-турбинистом на сторожевом корабле. В армии главный старшина военно-морского флота В. П. Галямин был принят в ряды Коммунистической партии Советского Союза. После демобилизации в феврале 1962 года вернулся в Серов и устроился учеником плавильщика на Серовский завод ферросплавов. В сентябре того же года он поступил в 10 класс школы рабочей молодёжи, а в ноябре его перевели на должность плавильщика печи № 15 цеха № 2. На этой печи Владимир Павлович проработал 22 года, став одним из лучших в своей области специалистов. Стать лучшим по профессии ему во многом помогли знания, полученные в Серовском металлургическом техникуме, который он окончил в 1966 году. За достигнутые трудовые показатели в 8-й пятилетке и высокое профессиональное мастерство награждён орденом Трудового Красного Знамени.
Не менее успешной для старшего плавильщика В. П. Галямина стала 9-я пятилетка. Его бригада успешно выполняла и перевыполняла план, активно участвовала в реконструкции своей электропечи в 1972 году, в результате которой её производительность возросла на 40 %. Однако резкое ухудшение качества поставляемой на завод руды в 1974 году поставило под угрозу выполнение предприятием пятилетнего задания. Используя весь свой опыт и знания, Галямин осуществил ряд плавок на бедной руде и сумел доказать, что при грамотном подходе печь может не только давать качественные ферросплавы, но и позволяет существенно экономить электроэнергию. Технологические приёмы, предложенные Галяминым, были взяты на вооружение другими бригадами цеха, в результате чего 26 сентября 1975 года 2-й цех Серовского завода ферросплавов отчитался о досрочном выполнении государственного плана 9-й пятилетки, а 20 ноября 1975 года успешно выполнил свои встречные обязательства. По итогам пятилетки цех сэкономил 40 миллионов киловатт-часов электроэнергии, из них 7,1 миллиона киловатт-часов пришлось на долю бригад электропечи № 15 (старшие плавильщики В. П. Галямин, В. И. Ситников, Н. И. Кривощёков, В. А. Сметанин). Вклад В. П. Галямина в успешное выполнение заводом пятилетнего плана был отмечен орденом Октябрьской Революции и присвоением звания «Почётный металлург».
К началу 10-й пятилетки за В. П. Галяминым прочно закрепилась слава лучшего плавильщика завода. Новую пятилетку Владимир Павлович начал с очередного трудового подвига. С 1977 года на предприятии был осуществлён второй этап модернизации производства, в ходе которой мощность плавильных агрегатов была увеличена с 5 до 7 тысяч киловатт-ампер. Расчётный период вывода печи на оптимальный режим работы после капитального ремонта составлял четверо суток, однако уже в первую смену бригада старшего плавильщика В. П. Галямина выдала 14 нормативных тонн металла, при этом на производство этого количества продукции было израсходовано 28,8 тысяч киловатт-часов электроэнергии при норме расхода 35 тысяч киловатт-часов. Высокую производительность труда бригада Галямина сохраняла на протяжении всей пятилетки, из месяца в месяц выдавая сверхплановый металл в общезаводскую копилку и экономя киловатт-часы электроэнергии.
В ходе 10-й пятилетки выступил инициатором двух рабочих починов. В первые годы пятилетки он предложил добиться присвоения среднеуглеродистому феррохрому Серовского завода ферросплавов, доля которого в продукции предприятия составляла до 20 %, государственного знака качества СССР. В результате развернувшегося соцсоревнования брак при производстве данного товара был снижен до 0,001 %. Знак качества среднеуглеродистому феррохрому СЗФ был присвоен в январе 1978 года. В 1980 году СССР готовился отметить 110-летие со дня рождения В. И. Ленина. Этот год был также заключительным годом 10-й пятилетки. В ознаменование двух этих важных событий В. П. Галямин выступил с инициативой развернуть соревнование за право называться коллективом имени XXVI съезда КПСС. При этом бригады 15-й печи, старшими плавильщиками на которой были В. П. Галямин, Н. И. Кривощёков, В. А. Сметанин и Л. А. Рыбин, взяли на себя повышенные обязательства дать по итогам пятилетки сверх плана 715 тонн ферросплавов. В итоге этот показатель по 15-й электропечи составил 802 тонны.
Серовский завод ферросплавов выполнил государственное задание и свои встречные обязательства на три недели раньше запланированного срока. Сверх плана народное хозяйство страны получило 16 тысяч тонн ферросплавов. Весомый вклад в высокие производственные показатели предприятия внесла и бригада В. П. Галямина. За выдающиеся производственные достижения, досрочное выполнение заданий 10-й пятилетки и принятых социалистических обязательств по выпуску продукции, улучшению её качества, повышению производительности труда и проявленную трудовую доблесть указом Президиума Верховного Совета СССР от 2 марта 1981 года плавильщику Серовского завода ферросплавов Галямину Владимиру Павловичу было присвоено звание Героя Социалистического Труда.
С присвоением высокого звания на плечи В. П. Галямина легла и большая общественная нагрузка. Коммунисты завода направили его на областную конференцию КПСС, на которой он был избран делегатом 26-го съезда партии. Из Москвы Владимир Павлович вернулся обогащённый новыми идеями. Он сразу же выступил с инициативами по увеличению производительности труда, предложил измерять вклад каждого работника завода в производство не только количественными, но и финансовыми показателями. В 1982 году Владимир Павлович представлял металлургов Свердловской области на 12-м съезде профсоюза рабочих металлургической промышленности СССР, где был избран в Президиум Центрального Комитета профсоюза. В. П. Галямин также был постоянным членом партийного комитета завода, избирался в городской и областной комитеты КПСС, представлял интересы избирателей в Серовском городском Совете депутатов трудящихся, возглавлял окружную избирательную комиссию по выборам депутата в Верховный Совет СССР, участвовал в работе 13-го съезда профсоюза металлургов СССР.
В 1984 году на очередной медицинской комиссии у В. П. Галямина было обнаружено серьёзное профессиональное заболевание — силикоз. С профессией плавильщика ему пришлось расстаться. В январе 1985 года Владимир Павлович перешёл на работу в профсоюзный комитет предприятия.
С 1988 года В. П. Галямин на пенсии. Жил в городе Серове. Скончался 2 февраля 2010 года.

## Награды и звания
- Медаль «Серп и Молот» (02.03.1981)
- Орден Ленина (02.03.1981)
- Орден Октябрьской Революции (1976)
- Орден Трудового Красного Знамени (1971)
- Почётный металлург (1976)

## Память
Имя Героя Социалистического Труда В. П. Галямина внесено в Книгу почёта города Серова

## Документы
- Указ Президиума Верховного Совета СССР. Архивировано 17 июня 2013 года.